# Medasina parvalbidaria
Medasina parvalbidaria är en fjärilsart som beskrevs av Inoue 1978. Medasina parvalbidaria ingår i släktet Medasina och familjen mätare. Inga underarter finns listade i Catalogue of Life.

## Bildgalleri

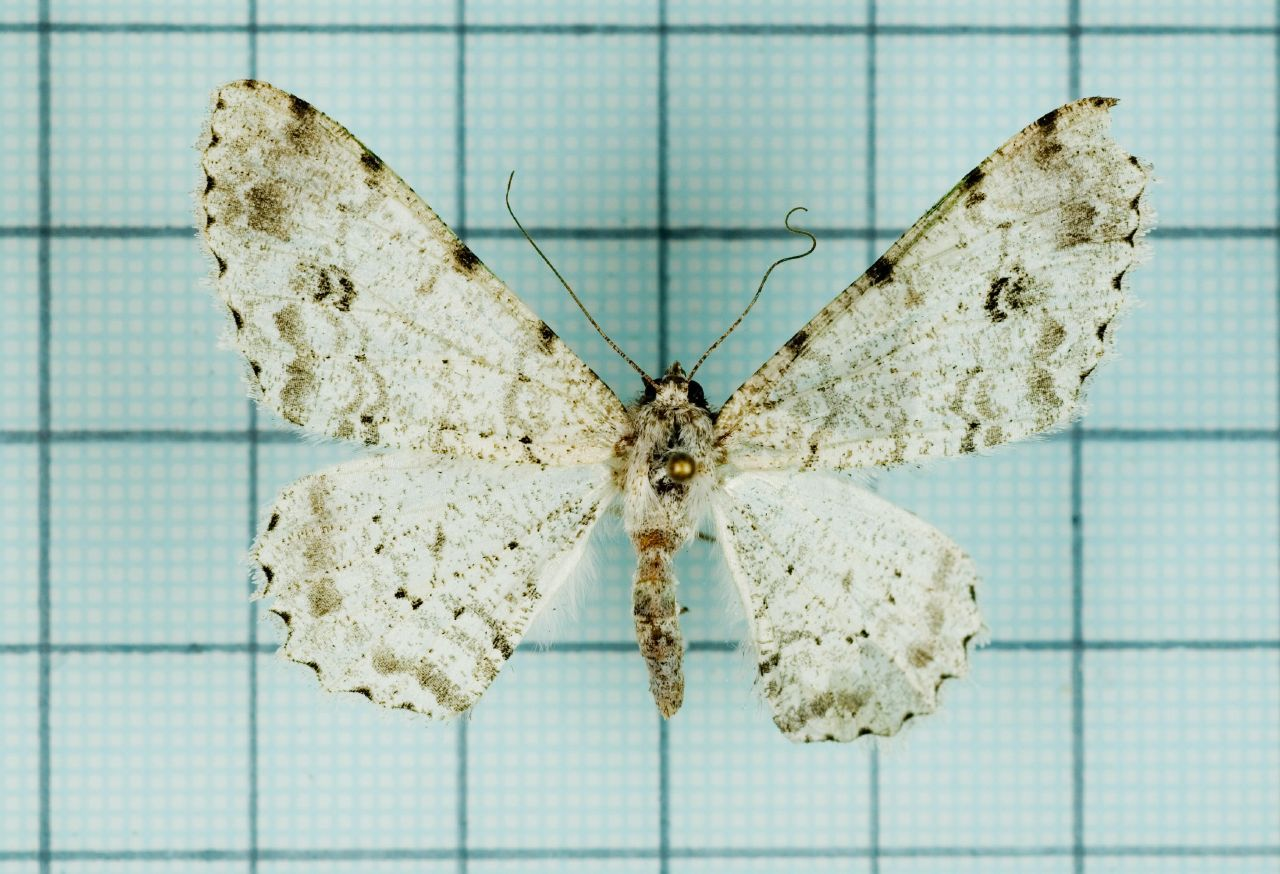
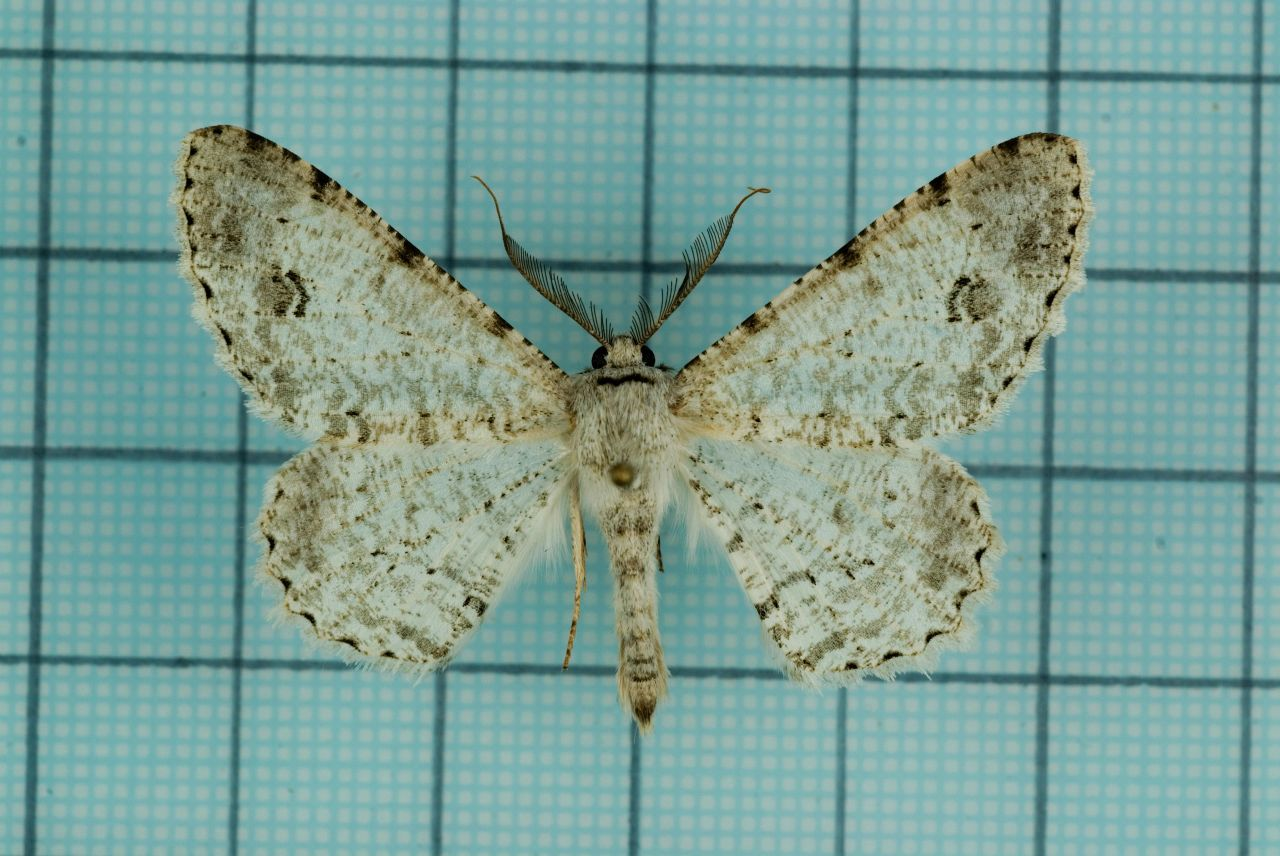
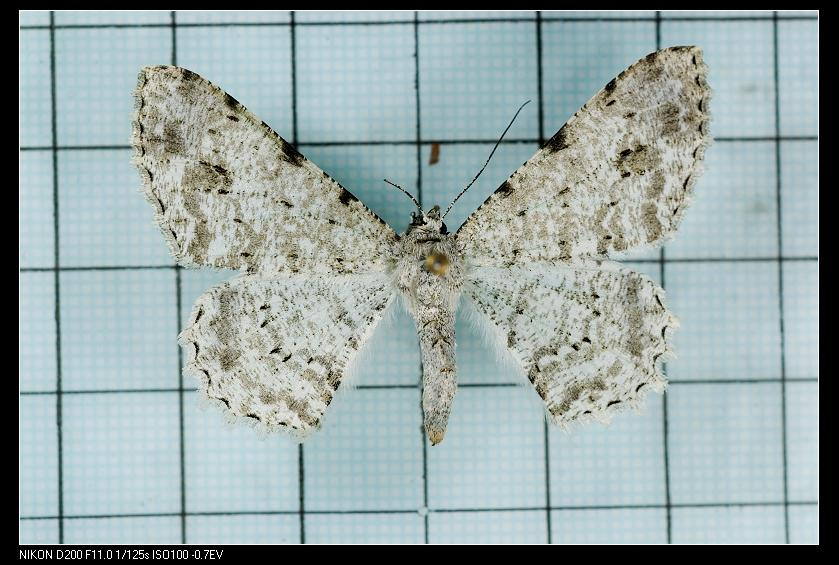
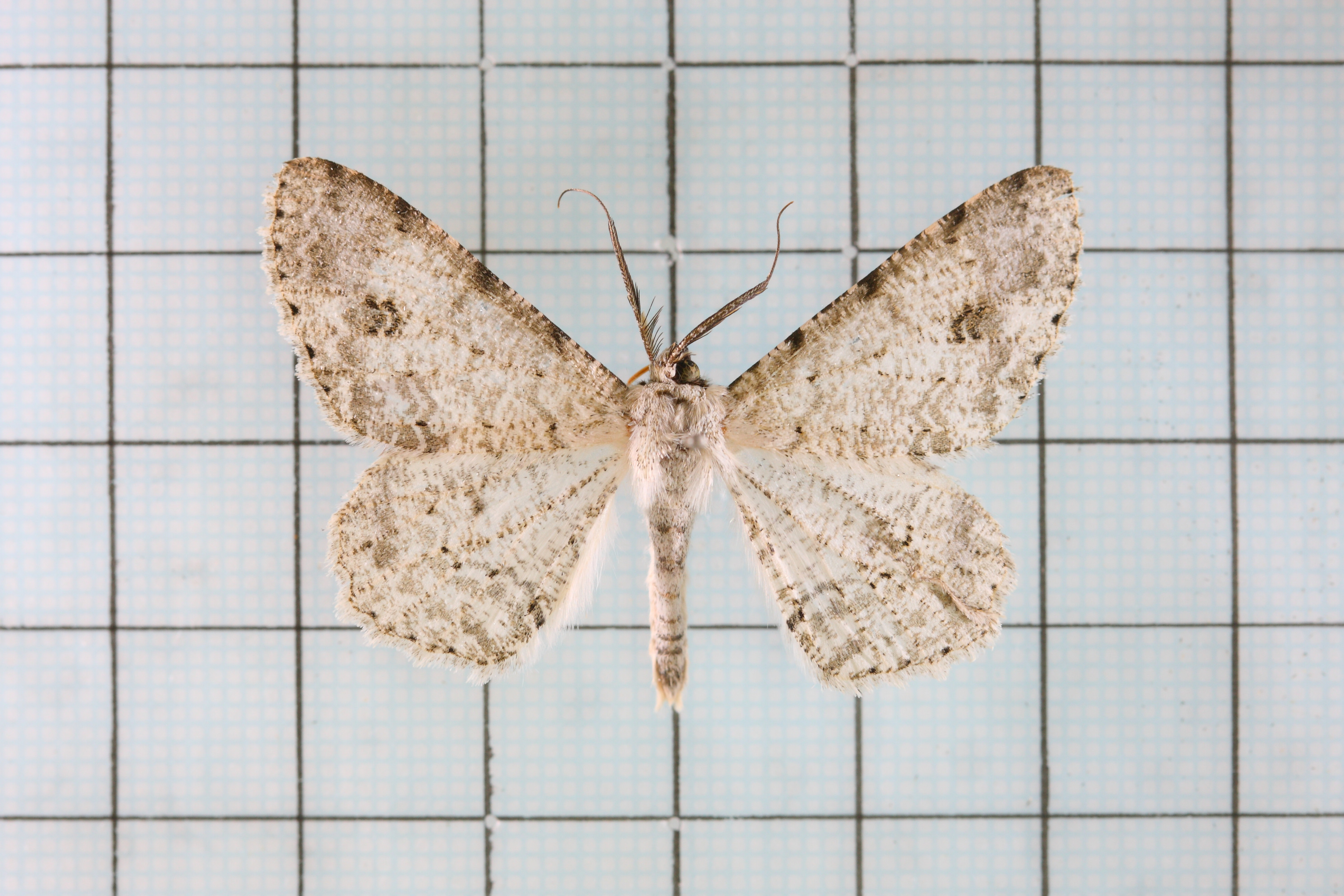